# Warren (Connecticut)
Warren je město v Litchfield County v Connecticutu, ve Spojených státech amerických. Žije zde přibližně 1 400 obyvatel. Populace městečka Warren dle sčítání lidu v roce 2010 čítala 1 461, a při sčítání lidu v roce 2000 pak populace čítala 1 254 obyvatel. Město bylo pojmenováno válečném generálu Josephu Warrenovi, který byl činný během revoluce osvobozující americké kolonie od britského kolonialismu.
Je tu pohřben filmový a divadelní režisér Miloš Forman.